# دهلق (اراک)
دهلق (اراک)، روستایی از توابع بخش مرکزی شهرستان اراک در استان مرکزی ایران است.
دهلق به معنی "ویلا" نیز بیان شده.
در ایران به جز دهلق فراهان(اراک) 3 روستای دیگر با این نام وجود دارد.
دهلق (همدان)،دهلق (ملایر)؛دهلق خدابنده لو در صحنه کرمانشاه

از این بین دهلق ملایر نیز همانند دهلق فراهان در بین اهالی با نام دیله شناخته میشود و با توجه به قدمت چندهزارساله دهلق فراهان و نوبنیاد بودن دهلق ملایر(حدود300سال) و فاصله زمانی کم بین دو ناحیه شاید بتوان گفت ساکنین اولیه دهلق ملایر مهاجرینی از دهلق در دشت فراهان بوده اند.
از شاخصه های معروف دهلق فراهان ساخت سریال قدیمی و ماندگار عقیق (مجموعه تلویزیونی ۱۳۶۸) از حمید تمجیدی در این روستا در دهه 60 می باشد

## جمعیت
این روستا در منطقه فراهان قرار دارد و براساس سرشماری مرکز آمار ایران در سال ۱۳۸۵، جمعیت آن ۱۱۷ نفر (۳۰خانوار) بوده‌است.